# 정3위
정3위(일본어: 正三位 しょうさんみ[*])는 일본의 위계이다. 종2위의 아래이고 종3위의 위이다. 한국과 중국의 정3품과 상응한다.

## 개요
율령제에서는 종3위 이상을 "귀(貴)"라 하였다. 종3위가 중납언이나 근위대장 같은 관위상당인 반면, 정3위는 대납언 상당이었다.
시대가 흐르면서 관위상당에 일치하지 않는 임관이 증가하였고, 본래는 당상관이 될 수 없는 무사도 중앙정치권에 참여하여 실력을 쌓으면서 신분을 상승시키고 정3위 또는 그 전후 위계에 올게 되었다.
그 선구적인 예가 무가정권의 창시자라고 할 수 있는 다이라노 기요모리이며, 1160년 헤이지의 난에서 숙적 겐지의 미나모토노 요시토모를 타도한 기요모리는 무사로서 첫 정삼위에 올라, 참의 겸 우병위독을 거쳐 최종적으로 종1위 태정대신이 되었다. 키요모리의 적장자 시게모리가 정삼위 참의를 거쳐 정2위 내대신이 되었고, 시게모리 사후 옹립된 기요모리의 삼남 무네모리 또한 정삼위 참의를 거쳐 최종적으로 정일위 내대신이 되었다. 기요모리의 사남 도모모리는 정삼위 중납언을 거쳐 종2위까지 올라갔고, 오남 시게히라는 종삼위 우근위중장을 거쳐 정삼위까지 올랐다.
가마쿠라 시대 이후가 되면 정삼위는 정이대장군 또는 그 세자에게 주어지는 위계까 되어 가마쿠라 막부 2대 장군 미나모토노 요리이에가 장군선하 전에 우위문독으로 임관하여 정3위로 올랐다. 그 동생인 3대 쇼군 미나모토노 사네토모는 종5위하 우병위좌에서 정이대장군 직을 선하받은 후 위계도 승격을 거듭하여 정삼위행 우근위중장을 거쳐 최종적으로 정2위 우대신까지 올랐다. 그 다음 세대인 섭가장군 후지와라노 요리쓰네노 정오위하를 시작으로 승격을 거듭해 정삼위 중납언을 거쳐 최종적으로 정2위행 권대납언이 된다.

## 같이 보기
- 관위
- 추증
- 대부